# (5477) Holmes
(5477) Holmes es un asteroide que forma parte del cinturón interior de asteroides descubierto el 27 de octubre de 1989 por Eleanor F. Helin desde el Observatorio del Monte Palomar, Estados Unidos.

## Designación y nombre
Designado provisionalmente como 1989 UH2. Fue nombrado Holmes en honor al astrónomo aficionado Robert E. Holmes Jr., que dirige el Observatorio de Investigación Astronómica en Westfield, Illinois.

## Características orbitales
Holmes está situado a una distancia media del Sol de 1,917 ua, pudiendo alejarse hasta 2,061 ua y acercarse hasta 1,773 ua. Su excentricidad es 0,075 y la inclinación orbital 22,55 grados. Emplea 969,699 días en completar una órbita alrededor del Sol.

## Características físicas
La magnitud absoluta de Holmes es 14. Tiene 3,147 km de diámetro y su albedo se estima en 0,31. 